# Clethrionomys rutilus
Clethrionomys rutilus és una espècie de mamífer rosegador de la família dels cricètids. Viu a Noruega, Suècia, Finlàndia, Rússia, el Kazakhstan, Mongòlia, la Xina, Corea del Nord, el Japó, els Estats Units i el Canadà. Els seus hàbitats naturals són els boscos de coníferes i els bedollars. És una espècie en risc mínim, és a dir, no sembla que hi hagi cap amenaça significativa per a la seva supervivència. El seu nom específic, rutilus, significa ‘vermell groguenc’ en llatí.